# ایگور آپاسیان
ایگور کارپی آپاسیان (ارمنی: Իգոր Կարպի Ապասյան؛ روسی: Игорь Карпович Апасян؛ ۳ اکتبر ۱۹۵۲ – ۳ اوت ۲۰۰۸) یک کارگردان فیلم اهل ارمنی‌تبار روسیه بود. وی بین سال‌های ۱۹۸۳ تا ۲۰۰۵ میلادی فعالیت می‌کرد.

## زندگی‌نامه
وی در ۳ اکتبر ۱۹۵۲ در تفلیس به دنیا آمد و از مؤسسه سینمایی گراسیموف فارغ‌التحصیل شد. وی در ۳ اوت ۲۰۰۸ در سن ۵۵ سالگی در مسکو درگذشت.

## گزیده فیلمشناسی
از فیلم‌ها یا برنامه‌های تلویزیونی که وی در آن نقش داشته‌است می‌توان به نقاشی دیواری اشاره کرد.

## جوایز
- دیپلم هیئت داوران بخش رقابتی پانارومای ارمنی چهارمین دوره جشنواره بین‌المللی فیلم زردآلوی طلایی ایروان